# Heather Bown
Heather Erin Bown (* 29. November 1978 in Yorba Linda, Kalifornien) ist eine US-amerikanische Volleyballspielerin. Sie nahm an drei olympischen Turnieren teil und wurde 2002 Vize-Weltmeisterin.

## Karriere
Bown debütierte 2000 in der US-amerikanischen Nationalmannschaft, mit der sie bei den Olympischen Spielen in Sydney den vierten Platz belegte. Bei den Olympischen Spielen 2004 in Athen belegte sie Platz fünf. Bei den Olympischen Spielen 2008 in Peking gewann sie die Silbermedaille. Bown nahm an drei Weltmeisterschaften teil, wobei sie 2002 in Deutschland Vize-Weltmeisterin wurde. Sie erreichte zahlreiche Medaillenränge beim World Grand Prix, beim World Cup und bei den NORCECA-Meisterschaften.
Auf Vereinsebene begann Bown 1996 in Santa Barbara an der University of California und wechselte 1998 zur University of Hawaiʻi at Mānoa. Von 2000 bis 2013 spielte die Mittelblockerin bei ausländischen Vereinen, zunächst zehn Jahre in Italien bei Olimpia Teodora Ravenna, bei Foppapedretti Bergamo, bei Volley Modena, bei Santeramo Sport, bei Airone Tortoli und zuletzt vier Jahre bei Monte Schiavo Jesi, wo sie 2009 den europäischen Challenge Cup gewann. Anschließend spielte sie jeweils eine Saison in der Türkei bei Eczacıbaşı VitrA Istanbul (türkische Pokalsiegerin), in Aserbaidschan bei Azerrail Baku, in Russland bei VK Dynamo Kasan (russische Meisterin und Pokalsiegerin) und zum Abschluss ihrer Karriere in China bei Shanghai Volleyball.